# 今日もいい日でありますように
『今日もいい日でありますように』（きょうもいいひでありますように）は、スターダストレビュー53枚目のシングル。2012年6月20日に発売された。DVD付初回限定盤と通常盤の2形態で発売。

## 収録曲
全曲 作曲：根本要

### CD
1. 今日もいい日でありますように
作詞：根本要
編曲：添田啓二
TBS系列「はなまるマーケット」エンディングテーマ（2012年4月 - 6月）
2. 10月のパノラマ（Live Version）
作詞：寺田正美/有川正沙子
編曲：スターダストレビュー
（30th Anniversary Tourスピンオフ「おいしいトコロをちょっとずつ。昼どき&夜どき2時間スペシャル」2011年東京・赤坂BLITZ夜どき公演より）
3. BABY, とりあえずもっと（Live Version）
作詞：根本要/寺田正美
編曲:スターダストレビュー
（30th Anniversary Tourスピンオフ「おいしいトコロをちょっとずつ。昼どき&夜どき2時間スペシャル」2011年東京・赤坂BLITZ夜どき公演より）
4. 今日もいい日でありますように（Back Track）

### DVD
（初回限定盤のみ： 30th Anniversary 楽園音楽祭2011 in 日比谷野外大音楽堂より）
1. Smiling Face
2. Stay My Blue - 君が恋しくて -
3. HELP ME